# Russisch-orthodox klooster (Hemelum)
Het Russisch-orthodoxe klooster in Hemelum is een klooster gewijd aan de heilige Nicolaas van Myra. Het klooster ligt aan de Buorren 18 in Hemelum in de Nederlandse provincie Friesland.

## Geschiedenis en beschrijving
In 1999 verkreeg de Russisch-orthodoxe Kerk in Noord-Nederland de beschikking over het voormalige gereformeerde kerkgebouw in het Friese dorpje Hemelum. Deze kerk werd gebouwd in de tuin van de eerste diaken van de gereformeerde kerk, Arent Gosses Visser. Volgens de archieven van de gereformeerde kerk werd het stukje grond voor 150 gulden van genoemde eerste diaken gekocht. In termen van het archief: "de Heere beschikte een stukje land". De kerk werd gebouwd als Doleantie kerk. Het kerkgebouw werd getransformeerd in een klooster, dat werd gewijd aan de heilige Nicolaas, bisschop van Myra. De Russisch-orthodoxe gemeenschap borduurde hiermee voort op een traditie. In de middeleeuwen stond er in Hemelum een klooster, dat gesticht was door de Benedictijnen van het klooster van Sint Odulphus in Stavoren. Ook dit klooster was gewijd aan Nicolaas van Myra. Op de fundamenten van het oude klooster werd later de hervormde Nicolaaskerk van Hemelum gebouwd.
Na de verbouwing van de voormalige gereformeerde kerk, die in 1889 werd gebouwd, is het Russisch-orthodoxe karakter van het gebouw aan de buitenzijde waarneembaar door de aangebrachte koepel op de voorgevel met het Russisch-orthodoxe kruissymbool. Aan de binnenzijde bevinden zich aan de voorzijde een hal met ontvangstruimte voor pelgrims en andere gasten, in het midden de kloosterkerk en aan de achterzijde, in de voormalige consistorie, het verblijf voor de monnik.
In de kerk is een iconostase aangebracht, een iconenwand die de scheiding vormt tussen de plaats waar de gelovigen samenkomen en het altaarruimte. Naar de orthodoxe-traditie is deze altaarruimte, het allerheiligste, niet voor leken toegankelijk. De belangrijkste iconen in Hemelum zijn de iconen van Christus, van de heilige moeder Gods van Kazan, van de heilige Nicolaas en een vierluik met moeder Godsiconen uit Polen. Op enkele van deze iconen zijn in het Fries teksten aangebracht uit het evangelie van Johannes.